# Eisenbahnunfall von Sagzi-Nibod
Der Eisenbahnunfall von Sagzi-Nibod am 31. Dezember 1970 bei Sagzi, Provinz Isfahan, Iran, war ein Auffahrunfall, bei dem mehr als 70 Menschen starben.

## Unfallhergang
Ein Personenzug beförderte etwa 300 Eisenbahnarbeiter und Bergleute, die an einer Neubaustrecke arbeiteten, zum Neujahrsfest nach Isfahan. Aufgrund des Fehlers eines Stellwerkwärters und unzureichender Fernmeldeverbindungen wurde der Zug auf ein Gleis geleitet, in dem bereits ein Güterzug stand.

## Folgen
70 Menschen starben, 130 weitere wurden verletzt. Ein Regierungssprecher nannte die Zahl von 15 Toten. Die sehr viel höhere Zahl stammt aus Medienberichten.